# Корейское соглашение о перемирии
Корейское соглашение о перемирии, также известное как Пханмунджомское перемирие, подписанное в 10 часов утра в Пханмунджоме 27 июля 1953 года, положило конец боевым действиям Корейской войны. Со стороны сил ООН документ подписал генерал-лейтенант армии США Уильям Гаррисон, со стороны Корейской народной армии и Китайских народных добровольцев северокорейский генерал Нам Иль. Представитель Южной Кореи генерал Чхве Доксин присутствовал на церемонии подписания Соглашения, однако поставить свою подпись отказался. Соглашение установило демилитаризованную зону на 2 километра по обе стороны от существовавшей линии фронта, привело к прекращению огня и установило условия возвращения военнопленных. Демилитаризованная зона стала, за немногими исключениями, безлюдной нейтральной полосой, образующей фактическую государственную границу между двумя Кореями.
В январе 2010 года власти КНДР заявили, что хотят провести переговоры с США по заключению мирного договора, который бы пришёл на смену соглашению о перемирии, прекратившем корейскую войну. В результате обострения отношений между Северной и Южной Кореей, 5 марта 2013 года Северная Корея заявила о возможности прекращения действия перемирия, а 8 марта того же года аннулировала соглашение 1991 года о ненападении с Южной Кореей. О выходе из перемирия КНДР объявила 13 марта 2013 года.

## Предпосылки и ход переговоров
Когда после длившейся с 21 апреля по 9 июня 1951 года Кэсон-Сеульской операции активной обороны фронт окончательно стабилизировался в районе 38-й параллели, сторонам конфликта стало ясно, что какие-либо наступательные действия практически невозможны. С одной стороны, северокорейско-китайские войска имели явное преимущество в живой силе, с другой — войска ООН в Корее превосходили северокорейского противника в авиации, артиллерии и другой военной технике.
В июне 1951 года в Москве были проведены переговоры между И. В. Сталиным, Ким Ир Сеном и членом ЦК Компартии Китая Гао Ганом о целесообразности перемирия, после чего 23 июня представитель СССР в ООН Я. А. Малик выступил с предложением о прекращении огня и отводе войск воюющих сторон от 38-й параллели.
После предварительных переговоров, состоявшихся 8 июля 1951 года, начались официальные переговоры в городе Кэсон, находящемся под контролем КНДР, — крупнейшем ближайшем к границе населённом пункте. Северокорейскую делегацию возглавил начальник Генерального штаба Нам Иль, а со стороны ООН — главнокомандующий ВМС США на Дальнем Востоке Т. Джой. В то же время Ли Сын Ман являлся противником переговоров, считая, что Южная Корея должна продолжать наращивать свои вооружённые силы с тем, чтобы достичь реки Ялуцзян и силой осуществить объединение корейского народа. Такая позиция не была согласована ООН, однако даже без международной поддержки Ли Сын Ман и южнокорейское правительство развернули массированную кампанию по мобилизации общества в пользу продвижения к Ялуцзян. Национальная Ассамблея единогласно приняла резолюцию, требующую продолжения войны за «независимость и единство нации». Однако в конце июня Ассамблея решила поддержать переговоры о перемирии.
После того, как в ходе начавшихся 18 августа и 29 сентября 1951 года наступлений войска Южной Кореи и ООН не смогли прорвать оборону КНДР, переговоры были возобновлены 25 октября в Пханмунджоме. Одновременно с этим обе стороны начали строительство оборонительных сооружений. Весной и летом 1952 года со стороны Южной Кореи предпринимались многочисленные попытки прорвать фронт. С 14 октября по 25 ноября 1952 года и с 25 января 1953 года войска ООН предприняли не принёсшие значительных результатов наступления. С 1 мая по середину июля несколько относительно успешных наступлений были проведены объединёнными северокорейскими и китайскими войсками, что ускорило проведение переговоров.
К 19 июля 1953 года было достигнуто согласие по всем пунктам соглашения о перемирии, а 20 июля началась работа по определению места прохождения демаркационной линии. 27 июля соглашение было подписано.

## Память о событии
27 июля празднуется в КНДР как День победы в Отечественной освободительной войне.

## Лица, подписавшие договор
- КНДР — генерал армии Нам Иль (남일) (в Пханмунчжоме)
  -  КНДР — Маршал КНДР Ким Ир Сен (김일성) (позднее, в Пхеньяне)
- Армия китайских народных добровольцев — командир Пэн Дэхуай (彭德懷) (в Пханмунчжоме)
- ООН — генерал-лейтенант армии США Уильям Гаррисон[англ.] (William Kelly Harrison Jr.) (в Пханмунчжоме)
  -  ООН — Генерал армии США Марк Уэйн Кларк (Mark Wayne Clark) (позднее, на базе войск ООН около города Мунсан[англ.])

## Последствия
Северная Корея объявляла, что больше не будет соблюдать перемирие, по крайней мере 7 раз: в 1994, 1996, 2003, 2006, 2009, 2013, 2020 годах.